# Egon Adler
Egon Adler (18 de fevereiro de 1937 — 28 de janeiro de 2015) foi um ciclista alemão que competiu no ciclismo nos Jogos Olímpicos de Verão de 1960, pela equipe Alemã Unida.